# Luis del Castillo Guevara y de Vargas
Luis Diego del Castillo Guevara y de Vargas Machuca fue un noble neogranadino,llamado cuarto Marqués de Surba y heredero del mayorazgo de San Lorenzo de Bonza.
En 1819 es enviado a militar bajos las ódenes de El Libertador Simón Bolívar que pasaba por las cercanías de Tunja mientras se libraba la renconquista de la Nueva Granada.
Se casó con Genoveva Lasprilla y Ramona Pulido con quien tuvo varios hijos.Era descendiente del militar Bernardo de Vargas Machuca quien buscó El Dorado junto a Antonio Berrio, yerno del conquistador Gonzálo Jiménez de Quesada.